# Theodore Groves
Theodore Francis Groves, Jr. (* 1941) ist ein US-amerikanischer Wirtschaftswissenschaftler an der University of California, San Diego. Er ist vor allem für seine Arbeiten zur Spieltheorie bekannt.
Groves erwarb 1964 an der Harvard University einen Bachelor und 1970 bei Roy Radner an der University of California, Berkeley, einen Ph. D. in Wirtschaftswissenschaft. Nach akademischen Stationen an der University of Wisconsin–Madison, der Kellogg School of Management und der Stanford University ist er seit 1979 Professor für Wirtschaftswissenschaften an der University of California, San Diego, wo er von 1982 bis 1985 der wirtschaftswissenschaftlichen Fakultät als Chairman vorstand. 2011 wurde er emeritiert, ist aber weiter wissenschaftlich tätig.
Er befasst sich mit Umweltökonomik und Ressourcenallokation, Mikroökonomie, Mechanismus-Design-Theorie und Finanzwissenschaft.
Nach Groves sind benannt:
- Vickrey-Clarke-Groves-Mechanismus, eine Klasse von Mechanismen, deren Mitglieder die Eigenschaft haben, dass wahrheitsgemäßes Bieten eine dominante Strategie für die Spieler ist
- Groves-Ledyard-Mechanismus, ein Modell zur Beschreibung optimaler Allokationen öffentlicher Güter

Groves ist mit der Biochemikerin Katja Lindenberg verheiratet. Er hat zwei eigene Kinder und zwei Stiefkinder.

## Auszeichnungen (Auswahl)
- 1977 Mitglied der Econometric Society[1]
- 2002 Mitglied der American Academy of Arts and Sciences[2]